# Boy Meets Girl (film, 1984)
Pour les articles homonymes, voir Boy Meets Girl.
Pour plus de détails, voir Fiche technique et Distribution.
Boy Meets Girl est un film français réalisé par Leos Carax, sorti en 1984.

## Synopsis
Alex a 22 ans et aspire à de grandes œuvres. Pour inspirer ses écrits, il espionne les amoureux la nuit. Un jour, il rencontre une femme qui lui ressemble. Mais leur coup de foudre s'achève tragiquement.

## Fiche technique
- Titre : Boy Meets Girl
- Réalisation : Leos Carax
- Scénario : Leos Carax
- Photographie : Jean-Yves Escoffier
- Son : Jean Umansky
- Montage : Nelly Meunier et Francine Sandberg
- Musique : Jacques Pinault
- Décors : Jean Bauer et Serge Marzolff
- Premier assistant-réalisateur : Antoine Beau
- Production :
  - Producteur : Patricia Moraz
  - Producteur délégué : Alain Dahan
- Société de production : Abilene
- Société de distribution : Forum Distribution (France)
- Format : Noir et blanc - 1,85:1 - Mono - 35 mm
- Pays d'origine :  France
- Langue : français
- Genre : Drame
- Durée : 100 minutes
- Sortie :
  - France : mai 1984 (Festival de Cannes) ; 21 novembre 1984 (nationale)

## Distribution
- Denis Lavant : Alex
- Mireille Perrier : Mireille
- Carroll Brooks : Helen
- Maïté Nahyr[1] : Maite
- Elie Poicard :
- Christian Cloarec : Thomas
- Lorraine Berger : Pimpernelle
- Marc Desclozeaux : Henri Bestouches
- Anna Baldaccini : Florence
- Evelyne Schmitt : étudiante
- Jean Duflot : Bouriana
- P'tit Louis : Sacha
- Dominique Reymond : la voisine
- Georges Castorp : le voisin
- Anne Dieumegard : l'amoureuse
- Puig Segur : l'amoureux
- Remy Brozek : les jumeaux
- Georges Brozek : les jumeaux
- Roberte Barrère : la vendeuse
- Christian : le gorille
- Ardag Basmadjian : l'enfant
- Gérard Colin : l'acrobate
- Laurent Chevalier : le suiveur
- Jacques Pinault : le pianiste
- Timothée Janssen : le Q.I.
- Hans Meyer : l'astronaute
- Lolo Pigalle : Miss Universe
- Elisabeth Emorine : l'amie
- Albert Braun : le sourd-muet
- Frédérique Charbonneau : l'interprète
- Lucie Morgan : la baby-sitter
- Robert Langlois : Stan
- Roberto Benavente : le joueur
- Jean-Jacques Rock : le patron

## Distinctions
- Festival de Cannes 1984 : Prix de la jeunesse